# Neoleria inscripta
Neoleria inscripta – gatunek muchówki z rodziny błotniszkowatych i podrodziny Heleomyzinae.
Gatunek ten opisany został w 1830 roku przez Johanna Wilhelma Meigena jako Helomyza inscripta.
Muchówka o ciele długości od 3 do 4,5 mm. Głowa jej wyposażona jest w dwie pary szczecinek orbitalnych o takiej samej długości. Odległości między szczecinkami ciemieniowymi wewnętrznej pary a krawędziami oczu złożonych są zwykle mniejsze niż między szczecinkami orbitalnymi. Śródplecze jest jednobarwne. W chetotaksji tułowia występuje jedna para szczecinek sternopleuralnych oraz jedna para szczecinek śródplecowych przed szwem poprzecznym, a pierwsza para szczecinek śródpleczowych za szwem jest niezredukowana. Przedpiersie jest nagie. Tylno-górne kąty mezopleurów zaopatrzone są w szczecinki. Kolce na żyłce kostalnej skrzydła są dłuższe niż owłosienie. Środkowa para odnóży ma na brzusznej stronie goleni ostrogi. Tylna para odnóży samca nie ma na grzbietowej powierzchni szczecinkę przedwierzchołkową. Narządy rozrodcze samca charakteryzują: płytka metafalliczna o szeroko zaokrąglonym szczycie, nieco szersze od wyrostka epandrium i znacznie dłuższe niż przysadki odwłokowe endyty oraz nie krótsze od przysadek, nie sięgające krawędzi epandrium gonity o płaskich wierzchołkach.
Owad znany z Hiszpanii, Irlandii, Wielkiej Brytanii, Francji, Belgii, Holandii, Niemiec, Szwajcarii, Austrii, Włoch, Danii, Szwecji, Norwegii, Finlandii, Polski, Czech, Słowacji, Węgier, Rumunii, Litwy, Łotwy, europejskiej części Rosji, Syberii, Dalekiego Wschodu i Ameryki Północnej.